# Ilhas Cook nos Jogos Olímpicos
As Ilhas Cook competiram em seis Jogos Olímpicos de Verão. Eles nunca competiram nos Jogos de Inverno. As Ilhas Cook não ganharam uma medalha até o momento.
As Ilhas Cook são o único dos três territórios dependentes da Nova Zelândia a competir nos Jogos Olímpicos, enquanto Niue e Tokelau ainda não o fizeram até os últimos jogos.